# Actium fastigium
Actium fastigium är en skalbaggsart som beskrevs av Albert A. Grigarick och Schuster 1971. Actium fastigium ingår i släktet Actium och familjen kortvingar. Inga underarter finns listade i Catalogue of Life.